# Выскодь
Выскодь — деревня в Дновском районе Псковской области России. Административный центр Выскодской волости Дновского района.
Расположено в центре района, в 10 км к юго-востоку от районного центра, города Дно, на реке Полонка.

## Население
| 2001 | 2002 | 2010 |
| ---- | ---- | ---- |
| 241  | ↘236 | ↘184 |

Численность населения деревни по оценке на конец 2000 года составляла 241 житель, на 2010 год — 236 жителей.

## История
До 1995 года была центром Выскодского сельсовета Дновского района.